# Medibank International 2008
Medibank International 2008 — ежегодный профессиональный теннисный турнир международной серии ATP и 2-й категории WTA. Соревнования в 116-й раз проводится на открытых хардовых кортах Олимпийского теннисного парка в Сиднее, Австралия. Турнир прошёл с 6 по 12 января.
Прошлогодние победители:
- в мужском одиночном разряде —  Джеймс Блейк
- в женском одиночном разряде —  Ким Клейстерс
- в мужском парном разряде —  Кевин Ульетт и  Пол Хенли
- в женском парном разряде —  Анна-Лена Грёнефельд и  Меганн Шонесси

## Соревнования

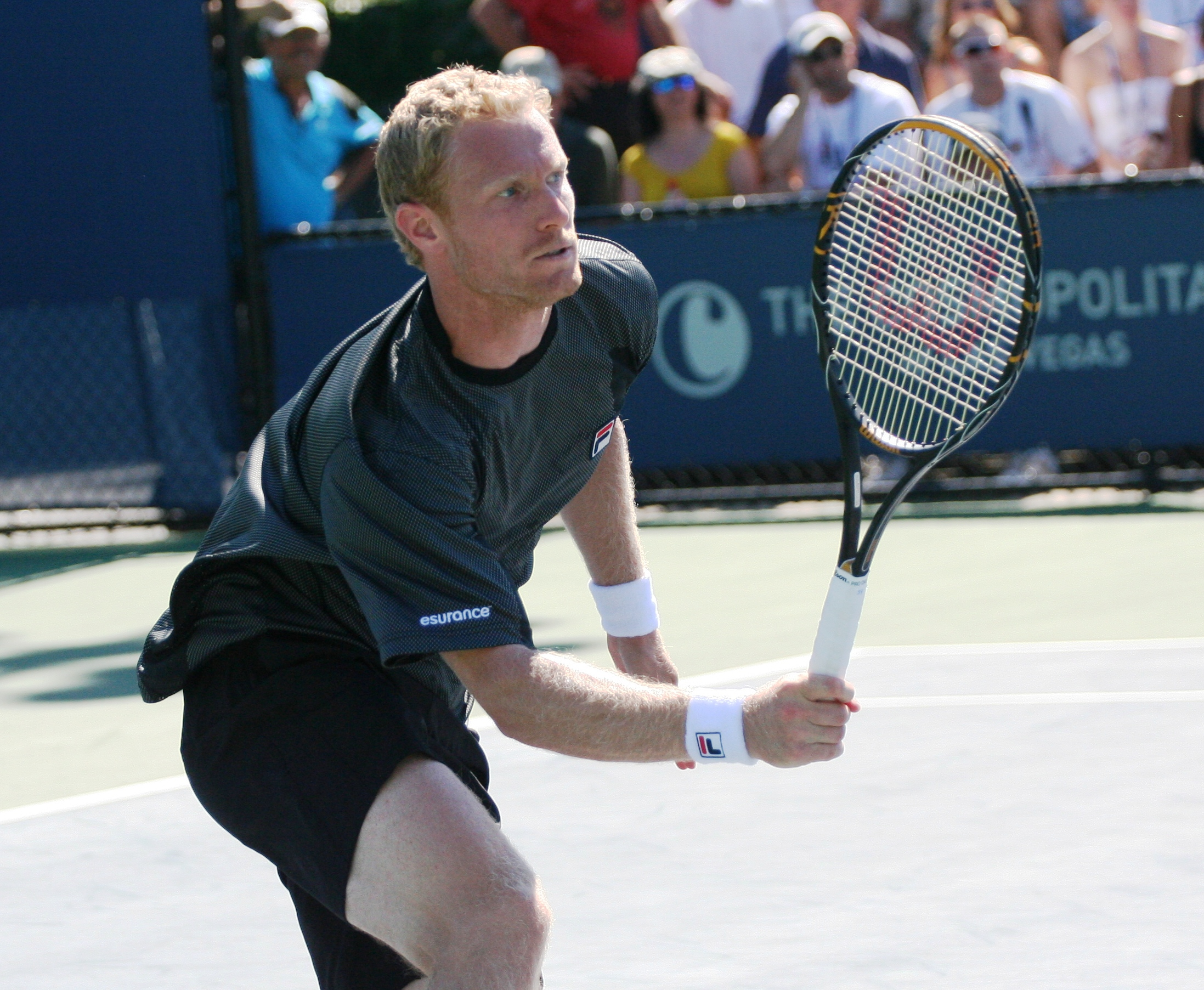
Чемпион одиночного соревнования у мужчин — Дмитрий Турсунов из России.

### Одиночные турниры

#### Мужчины
Дмитрий Турсунов обыграл  Криса Гуччоне со счётом 7-6(3), 7-6(4)
- Турсунов выигрывает 1й турнир в году и 4й за карьеру.

#### Женщины
Жюстин Энен обыграла  Светлану Кузнецову со счётом 4-6, 6-2, 6-4
- Энен выигрывает свой 1й турнир в году и 40й за карьеру.

### Парные турниры

#### Мужчины
Ришар Гаске /  Жо-Вильфрид Тсонга обыграли  Боба Брайана /  Майка Брайана со счётом 4-6, 6-4, [11-9]
- Гаске выигрывает свой 1й титул в году и 2й за карьеру.
- Тсонга выигрывает свой 1й титул в году и 2й за карьеру.

#### Женщины
Янь Цзы /  Чжэн Цзе обыграли  Татьяну Перебийнис /  Татьяну Пучек со счётом 6-4, 7-6(5)
- Янь выигрывает свой 1й титул в году и 14й за карьеру.
- Чжэн выигрывает свой 1й титул в году и 11й за карьеру.